# 基斯塔冰原島峰
69°47′S 37°17′E / 69.783°S 37.283°E
基斯塔冰原島峰（英語：Kista Nunatak），是南極洲的冰原島峰，位於毛德皇后地的哈拉爾王子海岸，處於薩塔冰原島峰以南1公里的呂佐夫-霍爾姆灣西南岸，現時由南極條約體系管理。